# Caso Bowers v. Hardwick
Bowers v. Hardwick (1986), é um caso da Suprema Corte dos Estados Unidos em que foi tomada uma decisão, feita por 5 votos a 4, em que se confirmou a constitucionalidade de uma lei da sodomia da Geórgia que criminalizava os sexos oral e anal consensuais feitos em ambiente privado por adultos, sendo que a questão foi analisada com enfoque nas relações homossexuais, apesar da lei em questão não possuir nenhuma diferenciação clara nesse sentido. A decisão da Corte nesse caso foi revertida em 2003 no caso Lawrence v. Texas, apesar disso, a Geórgia havia derrubado essa lei em 1998.
A opinião da maioria, apresentada pelo juiz associado Byron White, dizia que a Constituição não daria ao Estado "o direito fundamental de se envolver na sodomia homossexual". Uma declaração concordante do chefe de justiça Warren E. Burger citou as "raízes antigas" das proibições feitas contra o sexo homossexual, citando as descrição do sexo homossexual feita por William Blackstone que o caracteriza como "um crime infame contra a natureza, pior do que estupro, um crime que não é digno de ser nomeado". Burger então concluiu: "que fazer com que o ato de sodomia homossexual fosse de alguma forma protegido como direito fundamental seria deixar de lado ensinamentos morais milenares." O juiz associado Lewis F. Powell disse mais tarde que se arrependeu de ter ficado do lado da maioria, mas pesou que o caso possuía pouca importância na época.
A opinião dissidente, apresentada pelo associado Harry Blackmun, considerou que a discussão estava mais voltada ao direito a privacidade. A opinião de Blackmun acusava a corte de ter "um foco quase obsessivo com relação à atividade homossexual" e uma "total recusa em se considerar os amplos princípios que informam nosso tratamento aos direito a privacidade em casos específicos". Em responta a invocações de tabus religiosos contra a homossexualidade, Blackmun escreveu: "a condenação de certos, portanto não todos, grupos religiosos ao comportamento em questão não dão ao Estado a licença para impor o seu julgamento em toda a cidadania. A legitimidade da legislação secular depende, ao invés disso, em onde o Estado pode avançar na justificação de suas leis sem se limitar na visão proposta por uma doutrina religiosa."